# 庫魯馬
庫魯馬（法語：Kourouma），是馬里的城鎮，位於該國南部，由錫卡索區的錫卡索省負責管轄，處於錫卡索西北面81公里，面積293平方公里，2009年人口11,234，人口密度每平方公里38人。